# Arminio Fraga
Arminio Fraga (Rio de Janeiro, 20 luglio 1957) è un economista brasiliano, Governatore della Banca Centrale del Brasile dal 1999 al 2002.  Dal 1993 al 1999 è stato responsabile del Soros Fund Management a New York. Ha fatto parte del Gruppo dei Trenta, che riunisce importanti finanzieri ed economisti..

## Biografia
Armínio Fraga ha conseguito una laurea in Economia presso la Pontificia Università Cattolica di Rio de Janeiro (PUC-RJ). Durante la laurea, nel 1976, è stato stagista presso Atlântica-Boavista Seguros. Ha conseguito il master nel 1981 presso la stessa università. Più tardi, nel 1984, è stato stagista presso la International Finance Division della Federal Reserve (EDF) a Washington Nel 1985 ha conseguito un dottorato di ricerca in Economia presso l'Università di Princeton.
Tra il 1985 e il 1988 ha insegnato presso il Dipartimento di Economia del PUC-RJ e presso la Graduate School of Economics della Fondazione Getulio Vargas (FGV). Tra il 1988 e il 1989 è stato visiting assistant professor presso il Dipartimento di Finanza della Wharton School dell'Università della Pennsylvania negli Stati Uniti, e tra il 1993 e il 1999 è stato professore aggiunto di affari internazionali alla Columbia University di New York.
Allo stesso tempo, già nel 1985, aveva iniziato a lavorare nel mercato finanziario come capo economista e direttore operativo del Banco de Investimentos Garantia, carica che ha ricoperto fino al giugno 1988. Tra il luglio 1989 e il maggio 1991 è stato vice presidente della banca d'investimento Salomon Brothers a Wall Street. Tra il luglio 1991 e il novembre 1992 è stato membro e direttore del Dipartimento degli Affari Internazionali della Banca Centrale del Brasile.
Nell'agosto 1993, è stato assunto come amministratore delegato di Soros Fund Management LLC (dal magnate newyorkese George Soros, dove è rimasto per sei anni. Qui, Fraga è stato il principale consulente d'investimento di Quantum Group of Funds, una business unit con sede a Curaçao (Antille Olandesi) e nelle Isole Cayman, che ha effettuato tutti i tipi di investimenti nei paesi emergenti, in particolare ricorrendo agli hedge fund.
Nel marzo 1999 lasciò il consiglio di amministrazione della Soros Fund Management per tornare alla Banca Centrale del Brasile, ora come presidente, durante il secondo governo di Fernando Henrique Cardoso. Nello stesso anno, ha ricevuto il Premio per economista dell'anno, dall'Ordine degli Economisti del Brasile (OEB).
Si è dimesso da presidente della Banca Centrale nel gennaio 2003 e, pochi mesi dopo, in agosto, ha creato Gávea Investimentos, una società di gestione azionaria e DTVM.
Nel maggio 2007, il premio Nobel Joseph Stiglitz ha indicato Armínio Fraga come uno degli economisti qualificati (insieme a Kemal Dervis) a presiedere la Banca Mondiale. Due anni dopo, nell'aprile 2009, Armínio Fraga è stato eletto presidente del consiglio di amministrazione di BM&FBOVESPA. Nello stesso anno, è stato nominato dalla rivista Épocacome come uno dei 100 brasiliani più influenti dell'anno. Fraga è anche membro del Fernand Braudel Institute of World Economics, con sede a San Paolo.
Nel 2010, Fraga ha venduto Gávea Investimentos a JP Morgan, ma si è impegnato a rimanere con l'azienda per i prossimi cinque anni. Nel 2015 decise invece di riacquistare Gávea.